# Семёновка (Карачевский район)
Семёновка — деревня в Карачевском районе Брянской области России. Входит в состав Дроновского сельского поселения.

## История
В 1859 году в село был куплен обветшалый и разобранный деревянный храм из села Вербник для использования в качестве кладбищенской церкви. 

## География
Деревня находится в восточной части Брянской области, в зоне хвойно-широколиственных лесов, к северу от автодороги Р120, на расстоянии примерно 18 километров (по прямой) к востоку-юго-востоку (ESE) от города Карачева, административного центра района. Абсолютная высота — 218 метров над уровнем моря.
Климат умеренно континентальный с теплым летом и умеренно морозной зимой. Годовое количество осадков — 500—600 мм. Средняя температура января составляет −8,6°, июля — +18,6°.
Часовой пояс
Деревня Семёновка, как и вся Брянская область, находится в часовой зоне МСК (московское время). Смещение применяемого времени относительно UTC составляет +3:00.

## Население
| 2010 | 2013 |
| ---- | ---- |
| 7    | ↘6   |

Половой состав
По данным Всероссийской переписи населения 2010 года в гендерной структуре населения женщины составляли 100 %.
Национальный состав
Согласно результатам переписи 2002 года, в национальной структуре населения русские составляли 95 % из 19 чел.

## Улицы
Уличная сеть деревни состоит из одной улицы (ул. Центральная).